# 不合時宜 (1976專輯)
《不合時宜》（英語：manic pixie dream girl），是台灣搖滾樂團1976的第六張唱片專輯，1976音樂工作室製作，台灣索尼音樂娛樂推出專輯。專輯於2009年11月6日於台灣正式發行。

## 曲目
01	
世界盡頭 _ sail to neverland
02	
流浪者之路 _ highway to the wild
03	
蒼白之舞 _ dance with the past
04	
夜晚還年輕 _ the night is young
05	
地下社會 _ underworld
06	
我的電視迷朋友 _ a friend of mine
07	
發條橘子 _ a clockwork orange
08	
all is for love
09	
不合時宜 _ manic pixie dream girl
10	
煙火 _ firework

## 外部連結
1. ↑  1976  / 不合時宜 - 五大唱片 （页面存档备份，存于） 五大唱片. （繁體中文）
2. ↑  張懸力挺好友1976奪下屆金曲獎最佳樂團！
3. ↑  . 佳佳唱片.   [2015-03-31]. （原始内容存档于2019-09-12）.
4. ↑  . 博客來.   [2015-03-31]. （原始内容存档于2015-09-23）.
5. ↑  . 台灣索尼音樂娛樂股份有限公司.   [2015-03-31]. （原始内容存档于2015-03-31）.

- 1976 - 不合時宜